# Bóng rổ tại Đại hội Thể thao châu Á 1990
Bóng rổ là một trong những bộ môn thể thao được tổ chức tại Đại hội Thể thao châu Á 1990 ở Bắc Kinh, Trung Quốc từ 22 tháng 9 đến 7 tháng 10 năm 1990. Trung Quốc giành được danh hiệu hạng 5 trong nội dung nam và Hàn Quốc giành được danh hiệu hạng 2 trong nội dung nữ.

## Tổng kết huy chương

### Bảng huy chương
| 1    | Trung Quốc (CHN)        | 1 | 1 | 0 | 2 |
| 2    | Hàn Quốc (KOR)          | 1 | 0 | 1 | 2 |
| 3    | Philippines (PHI)       | 0 | 1 | 0 | 1 |
| 4    | Đài Bắc Trung Hoa (TPE) | 0 | 0 | 1 | 1 |
| Tổng | Tổng                    | 2 | 2 | 2 | 6 |

### Huy chương giành được
| Nội dung | Vàng             | Bạc               | Đồng                    |
| -------- | ---------------- | ----------------- | ----------------------- |
| Nam      | Trung Quốc (CHN) | Philippines (PHI) | Hàn Quốc (KOR)          |
| Nữ       | Hàn Quốc (KOR)   | Trung Quốc (CHN)  | Đài Bắc Trung Hoa (TPE) |

## Kết quả

### Nam

#### Vòng loại

##### Bảng A
| Đội        | Pts | Pld | W | L | PF  | PA  | Diff |
| ---------- | --- | --- | - | - | --- | --- | ---- |
| Trung Quốc | 4   | 2   | 2 | 0 | 228 | 125 | +103 |
| Iran       | 3   | 2   | 1 | 1 | 153 | 168 | -15  |
| Hồng Kông  | 2   | 2   | 0 | 2 | 137 | 225 | -88  |

| 24 tháng 9 |                              | Iran | 86–79 | Hồng Kông |  | Bắc Kinh |
| 24 tháng 9 | Điểm giữa hiệp: 47-25, 39-54 |      |       |           |  | Bắc Kinh |

| 25 tháng 9 |                              | Trung Quốc | 89–67 | Iran |  | Bắc Kinh |
| 25 tháng 9 | Điểm giữa hiệp: 47-36, 42-31 |            |       |      |  | Bắc Kinh |

| 27 tháng 9 |                              | Trung Quốc | 139–58 | Hồng Kông |  | Bắc Kinh |
| 27 tháng 9 | Điểm giữa hiệp: 63-31, 76-27 |            |        |           |  | Bắc Kinh |

##### Bảng B
| Đội               | Pts | Pld | W | L | PF  | PA  | Diff |
| ----------------- | --- | --- | - | - | --- | --- | ---- |
| Hàn Quốc          | 4   | 2   | 2 | 0 | 227 | 168 | +59  |
| CHDCND Triều Tiên | 3   | 2   | 1 | 1 | 174 | 193 | -19  |
| Ả Rập Xê Út       | 2   | 2   | 0 | 2 | 160 | 200 | -40  |

| 23 tháng 9 |                              | Hàn Quốc | 116–78 | Ả Rập Xê Út |  | Bắc Kinh |
| 23 tháng 9 | Điểm giữa hiệp: 61-38, 55-40 |          |        |             |  | Bắc Kinh |

| 25 tháng 9 |                              | Hàn Quốc | 111–90 | CHDCND Triều Tiên |  | Bắc Kinh |
| 25 tháng 9 | Điểm giữa hiệp: 46-50, 65-40 |          |        |                   |  | Bắc Kinh |

| 26 tháng 9 |                              | CHDCND Triều Tiên | 84–82 | Ả Rập Xê Út |  | Bắc Kinh |
| 26 tháng 9 | Điểm giữa hiệp: 37-42, 47-40 |                   |       |             |  | Bắc Kinh |

##### Bảng C
| Đội         | Pts | Pld | W | L | PF  | PA  | Diff |
| ----------- | --- | --- | - | - | --- | --- | ---- |
| Philippines | 4   | 2   | 2 | 0 | 215 | 159 | +56  |
| Nhật Bản    | 3   | 2   | 1 | 1 | 185 | 143 | +42  |
| Pakistan    | 2   | 2   | 0 | 2 | 138 | 236 | -98  |

| 25 tháng 9 |                              | Nhật Bản | 107–57 | Pakistan |  | Bắc Kinh |
| 25 tháng 9 | Điểm giữa hiệp: 50-31, 57-26 |          |        |          |  | Bắc Kinh |

| 26 tháng 9 |                              | Philippines | 129–81 | Pakistan |  | Bắc Kinh |
| 26 tháng 9 | Điểm giữa hiệp: 67-43, 62-38 |             |        |          |  | Bắc Kinh |

| 27 tháng 9 |                              | Philippines | 86–78 | Nhật Bản |  | Bắc Kinh |
| 27 tháng 9 | Điểm giữa hiệp: 29-43, 57-35 |             |       |          |  | Bắc Kinh |

##### Bảng D
| Đội                                  | Pts | Pld | W | L | PF | PA | Diff |
| ------------------------------------ | --- | --- | - | - | -- | -- | ---- |
| Đài Bắc Trung Hoa                    | 2   | 1   | 1 | 0 | 68 | 60 | +8   |
| Các Tiểu vương quốc Ả Rập Thống nhất | 1   | 1   | 0 | 1 | 60 | 68 | -8   |

| 28 tháng 9 12:00 |                              | Đài Bắc Trung Hoa | 68–60 | Các Tiểu vương quốc Ả Rập Thống nhất |  | Bắc Kinh |
| 28 tháng 9 12:00 | Điểm giữa hiệp: 36-32, 32-28 |                   |       |                                      |  | Bắc Kinh |

#### Vòng hai

##### Bảng E
| Đội                                  | Pts | Pld | W | L | PF  | PA  | Diff |
| ------------------------------------ | --- | --- | - | - | --- | --- | ---- |
| Trung Quốc                           | 6   | 3   | 3 | 0 | 349 | 218 | +131 |
| Philippines                          | 5   | 3   | 2 | 1 | 238 | 282 | -44  |
| Các Tiểu vương quốc Ả Rập Thống nhất | 4   | 3   | 1 | 2 | 233 | 258 | -25  |
| CHDCND Triều Tiên                    | 3   | 3   | 0 | 3 | 243 | 305 | -62  |

| 29 tháng 9 |                              | Trung Quốc | 104–71 | Các Tiểu vương quốc Ả Rập Thống nhất |  | Bắc Kinh |
| 29 tháng 9 | Điểm giữa hiệp: 48-35, 56-36 |            |        |                                      |  | Bắc Kinh |

| 30 tháng 9 |  | Philippines | 98–82 | CHDCND Triều Tiên |  | Bắc Kinh |

| 1 tháng 10 |                              | Các Tiểu vương quốc Ả Rập Thống nhất | 87–74 | CHDCND Triều Tiên |  | Bắc Kinh |
| 1 tháng 10 | Điểm giữa hiệp: 44-30, 43-44 |                                      |       |                   |  | Bắc Kinh |

| 1 tháng 10 |                              | Trung Quốc | 125–60 | Philippines |  | Bắc Kinh |
| 1 tháng 10 | Điểm giữa hiệp: 56-28, 69-32 |            |        |             |  | Bắc Kinh |

| 2 tháng 10 |                              | Philippines | 80–75 | Các Tiểu vương quốc Ả Rập Thống nhất |  | Bắc Kinh |
| 2 tháng 10 | Điểm giữa hiệp: 42-55, 38-20 |             |       |                                      |  | Bắc Kinh |

| 2 tháng 10 |                              | Trung Quốc | 120–87 | CHDCND Triều Tiên |  | Bắc Kinh |
| 2 tháng 10 | Điểm giữa hiệp: 65-50, 55-37 |            |        |                   |  | Bắc Kinh |

##### Bảng F
| Đội               | Pts | Pld | W | L | PF  | PA  | Diff |
| ----------------- | --- | --- | - | - | --- | --- | ---- |
| Nhật Bản          | 5   | 3   | 2 | 1 | 229 | 224 | +5   |
| Hàn Quốc          | 5   | 3   | 2 | 1 | 291 | 266 | +25  |
| Đài Bắc Trung Hoa | 4   | 3   | 1 | 2 | 223 | 218 | +5   |
| Iran              | 4   | 3   | 1 | 2 | 225 | 260 | -35  |

| 29 tháng 9 |                              | Nhật Bản | 94–91 | Hàn Quốc |  | Bắc Kinh |
| 29 tháng 9 | Điểm giữa hiệp: 36-53, 58-38 |          |       |          |  | Bắc Kinh |

| 30 tháng 9 |  | Đài Bắc Trung Hoa | 77–66 | Iran |  | Bắc Kinh |

| 1 tháng 10 |                              | Hàn Quốc | 87–84 | Đài Bắc Trung Hoa |  | Bắc Kinh |
| 1 tháng 10 | Điểm giữa hiệp: 50-47, 37-37 |          |       |                   |  | Bắc Kinh |

| 1 tháng 10 |                              | Iran | 71–70 | Nhật Bản |  | Bắc Kinh |
| 1 tháng 10 | Điểm giữa hiệp: 36-34, 35-36 |      |       |          |  | Bắc Kinh |

| 2 tháng 10 |                              | Hàn Quốc | 113–88 | Iran |  | Bắc Kinh |
| 2 tháng 10 | Điểm giữa hiệp: 55-35, 58-53 |          |        |      |  | Bắc Kinh |

| 2 tháng 10 |                              | Nhật Bản | 65–62 | Đài Bắc Trung Hoa |  | Bắc Kinh |
| 2 tháng 10 | Điểm giữa hiệp: 35-23, 30-39 |          |       |                   |  | Bắc Kinh |

#### Vòng huy chương
|  | Bán kết     | Bán kết     |               |    | Chung kết | Chung kết |
|  |             |             |               |    |           |           |
|  |             |             |               |    |           |           |
|  |             |             |               |    |           |           |
|  | Trung Quốc  | 92          |               |    |           |           |
|  | Trung Quốc  | 92          |               |    |           |           |
|  | Hàn Quốc    | 88          |               |    |           |           |
|  | Hàn Quốc    | 88          | Trung Quốc    | 90 |           |           |
|  |             |             | Trung Quốc    | 90 |           |           |
|  |             | Philippines | 74            |    |           |           |
|  | Nhật Bản    | Philippines | 74            | 90 |           |           |
|  | Nhật Bản    |             |               | 90 |           |           |
|  | Philippines | 94          |               |    |           |           |
|  | Philippines | 94          | Tranh hạng ba |    |           |           |
|  |             |             |               |    |           |           |
|  |             |             |               |    |           |           |
|  |             |             |               |    |           |           |
|  | Hàn Quốc    | 99          |               |    |           |           |
|  | Hàn Quốc    | 99          |               |    |           |           |
|  | Nhật Bản    | 74          |               |    |           |           |

##### Bán kết
| 4 tháng 10 |                              | Trung Quốc | 92–88 | Hàn Quốc |  | Bắc Kinh |
| 4 tháng 10 | Điểm giữa hiệp: 37-44, 55-44 |            |       |          |  | Bắc Kinh |

| 4 tháng 10 |                              | Philippines | 94–90 | Nhật Bản |  | Bắc Kinh |
| 4 tháng 10 | Điểm giữa hiệp: 45-50, 49-40 |             |       |          |  | Bắc Kinh |

##### Bán kết vị trí thứ 9-10
| 1 tháng 10 |                              | Pakistan | 80–74 | Hồng Kông |  | Bắc Kinh |
| 1 tháng 10 | Điểm giữa hiệp: 41-38, 39-36 |          |       |           |  | Bắc Kinh |

##### Vị trí thứ 9-10
| 5 tháng 10 |                              | Ả Rập Xê Út | 103–75 | Pakistan |  | Bắc Kinh |
| 5 tháng 10 | Điểm giữa hiệp: 54-44, 49-31 |             |        |          |  | Bắc Kinh |

##### Vị trí thứ 7-8
| 5 tháng 10 |                              | Iran | 88–71 | CHDCND Triều Tiên |  | Bắc Kinh |
| 5 tháng 10 | Điểm giữa hiệp: 51-34, 37-37 |      |       |                   |  | Bắc Kinh |

##### Vị trí thứ 5-6
| 5 tháng 10 |                              | Đài Bắc Trung Hoa | 105–81 | Các Tiểu vương quốc Ả Rập Thống nhất |  | Bắc Kinh |
| 5 tháng 10 | Điểm giữa hiệp: 52-36, 53-45 |                   |        |                                      |  | Bắc Kinh |

##### Tranh huy chương đồng
| 6 tháng 10 |                              | Hàn Quốc | 99–74 | Nhật Bản |  | Bắc Kinh |
| 6 tháng 10 | Điểm giữa hiệp: 55-32, 44-42 |          |       |          |  | Bắc Kinh |

##### Tranh huy chương vàng
| 6 tháng 10 |                              | Trung Quốc | 90–74 | Philippines |  | Bắc Kinh |
| 6 tháng 10 | Điểm giữa hiệp: 53-45, 37-29 |            |       |             |  | Bắc Kinh |

#### Vị trí cuối cùng
| Hạng | Đội                                  |
| ---- | ------------------------------------ |
|      | Trung Quốc                           |
|      | Philippines                          |
|      | Hàn Quốc                             |
| 4    | Nhật Bản                             |
| 5    | Đài Bắc Trung Hoa                    |
| 6    | Các Tiểu vương quốc Ả Rập Thống nhất |
| 7    | Iran                                 |
| 8    | CHDCND Triều Tiên                    |
| 9    | Ả Rập Xê Út                          |
| 10   | Pakistan                             |
| 11   | Hồng Kông                            |

### Nữ

#### Đấu xoay vòng
| Đội               | Pld | W | L |
| ----------------- | --- | - | - |
| Trung Quốc        | 5   | 5 | 0 |
| Hàn Quốc          | 5   | 4 | 1 |
| Đài Bắc Trung Hoa | 5   | 3 | 2 |
| Nhật Bản          | 5   | 2 | 3 |
| CHDCND Triều Tiên | 5   | 1 | 4 |
| Thái Lan          | 5   | 0 | 5 |

| 23 tháng 9 |  | Hàn Quốc | 126–47 | Thái Lan |  | Bắc Kinh |

| 23 tháng 9 |                                        | Đài Bắc Trung Hoa | 115–114 | Nhật Bản | OT | Bắc Kinh |
| 23 tháng 9 | Điểm giữa hiệp: 60-55, 44-49 OT: 11-10 |                   |         |          | OT | Bắc Kinh |

| 24 tháng 9 |  | Trung Quốc | 115–21 | Thái Lan |  | Bắc Kinh |

| 24 tháng 9 |  | Hàn Quốc | 70–67 | CHDCND Triều Tiên |  | Bắc Kinh |

| 28 tháng 9 13:45 |  | Hàn Quốc | 97–72 | Nhật Bản |  | Bắc Kinh |

| 28 tháng 9 17:00 |  | CHDCND Triều Tiên | 103–59 | Thái Lan |  | Bắc Kinh |

| 28 tháng 9 19:45 |  | Trung Quốc | 96–58 | Đài Bắc Trung Hoa |  | Bắc Kinh |

| 29 tháng 9 |  | Nhật Bản | 96–65 | Thái Lan |  | Bắc Kinh |

| 29 tháng 9 |  | Trung Quốc | 82–72 | CHDCND Triều Tiên |  | Bắc Kinh |

| 30 tháng 9 |  | Hàn Quốc | 78–56 | Đài Bắc Trung Hoa |  | Bắc Kinh |

| 30 tháng 9 |  | Nhật Bản | 79–78 | CHDCND Triều Tiên |  | Bắc Kinh |

| 3 tháng 10 |  | Đài Bắc Trung Hoa | 106–62 | Thái Lan |  | Bắc Kinh |

| 3 tháng 10 |  | Trung Quốc | 108–60 | Nhật Bản |  | Bắc Kinh |

| 4 tháng 10 |  | Đài Bắc Trung Hoa | 78–72 | CHDCND Triều Tiên |  | Bắc Kinh |

| 4 tháng 10 |  | Trung Quốc | 75–60 | Hàn Quốc |  | Bắc Kinh |

#### Vòng cuối

##### Giành huy chương đồng
| 5 tháng 10 |  | Đài Bắc Trung Hoa | 90–71 | Nhật Bản |  | Bắc Kinh |

##### Giành huy chương vàng
| 5 tháng 10 |  | Hàn Quốc | 77–70 | Trung Quốc |  | Bắc Kinh |

#### Vị trí cuối cùng
| Hạng | Đội               |
| ---- | ----------------- |
|      | Hàn Quốc          |
|      | Trung Quốc        |
|      | Đài Bắc Trung Hoa |
| 4    | Nhật Bản          |
| 5    | CHDCND Triều Tiên |
| 6    | Thái Lan          |

## Liên kết
- Kết quả nam
- Kết quả nữ
- Kết quả nam và nữ
- Lịch thi đấu, kết quả, vị trí, thông tin trò chơi của nam
- Tóm tắt nội dung/bài viết[liên kết hỏng]